# 盲貓奧斯卡
奧斯卡（2011年5月5日—2018年2月5日），常被稱為盲貓奧斯卡（Oskar the Blind Cat），是美國的一隻家貓，出生時雙眼全盲。2011年時有關牠的影片在網際網路上爆紅，因此出名。

## 生平
奧斯卡於2011年5月5日出生在美國愛荷華州的一個農場，由於遺傳因素，牠的眼睛並未完全發育，眼窩裡先天沒有眼球。同年7月11日，牠被來自內布拉斯加州的米克和貝瑟尼夫妻收養。這個家庭當時已有另一隻名為克勞斯的貓，於2006年被米克夫妻收養的克勞斯也曾經是一隻流浪貓，牠很快成為奧斯卡的同伴。
該年10月，米克將奧斯卡對於吹風機噴出氣流所作出的有趣反應錄影，上傳至YouTube網站，該影片立即在網上被快速散播。之後發布的影片主題則為奧斯卡與牠的第一個玩具——鈴鐺小球，該影片更是於短短幾天內爆紅。
主人米克在受訪時表示：奧斯卡是他平生中接觸的首隻盲貓，雖然對於照顧盲眼動物毫無經驗，但他很快就發現照顧奧斯卡就跟照顧任何視力正常的貓咪並沒有太大差別。
2012年，米克夫妻帶著奧斯卡與克勞斯移居西雅圖市。
2014年，奧斯卡與克勞斯以及其他幾隻美國名貓——不爽貓、「表情貓」娜拉、八字鬍貓共同「合拍」MV影片《貓的夏天》，由喜躍貓糧提供贊助，為美國各地收容所的貓咪募集飼料。
2018年2月5日上午11點，6歲的奧斯卡突然去世，其死因可能為心臟衰竭。其他一些網路名貓的社交媒體帳戶紛紛發布了表示哀悼的消息。

## 出版物
有關奧斯卡與克勞斯故事的兒童書籍《Oskar and Klaus Present: The Search for Bigfoot》在2014年出版。

## 相關榮譽
2016年，出版盲貓奧斯卡相關書籍的奧斯卡和克勞斯出版社獲得了全國盲人協會（NFB）頒發的Dr. Jacob Bolotin獎。

## 外部連結
- 盲貓奧斯卡 （页面存档备份，存于）的Facebook專頁（英文）
- 盲貓奧斯卡 （页面存档备份，存于）的Instagram帳戶（英文）
- 奧斯卡和克勞斯出版社的網站 （页面存档备份，存于）（英文）